# فريتز شتاينهوف
فريتز شتاينهوف (بالألمانية: Fritz Steinhoff) (23 تشرين الثاني 1897 - 22 تشرين الأول 1969) كان سياسياً ألمانياً من الحزب الاجتماعي الديمقراطي. كان ثالث رئيس وزراء لولاية شمال الراين - وستفاليا من 1956 حتى 1958.

## روابط خارجية
- فريتز شتاينهوف على موقع مونزينجر (الألمانية)

- (بالألمانية)

```
السيرة الذاتية
```